# Нисидзима, Хидэтоси
Хидэтоси Нисидзима (яп. 西島 秀俊; род. 29 марта 1971) — японский актёр кино и телевидения.

## Карьера
Нисидзима дебютировал на экране в современном детективном сериале «Детектив Хагурэ Дзюндзё» в 1992 году. 
Он также озвучил роль Киро Хондзё в анимационном фильме Хаяо Миядзаки 2013 года «Ветер крепчает».
В 2017 году он стал первым японцем, ставшим  моделью для бренда Giorgio Armani Made-to-Measure.
Хидэтоси  был номинирован на премию  Японской киноакадемии за лучшую мужскую роль второго плана в 2019 году за роль в фильме «Падающая камелия».
Роль в фильме «Сядь за руль моей машины» принесла актёру награду Национального общества кинокритиков США, а сам фильм получил «Золотой глобус».